# Naso (zoologia)
Acanthuridae (famiglia), Nasinae (sottofamiglia), pesci d'acqua salata,  comprendenti 19 specie classificate con l'unico genere Naso. Sono conosciuti comunemente come Pesci unicorno.

## Distribuzione e habitat
Le specie del genere Naso sono diffuse nelle acque costiere delle barriere coralline dell'Indo-Pacifico, dalle coste africane orientali alla Nuova Zelanda.

## Descrizione

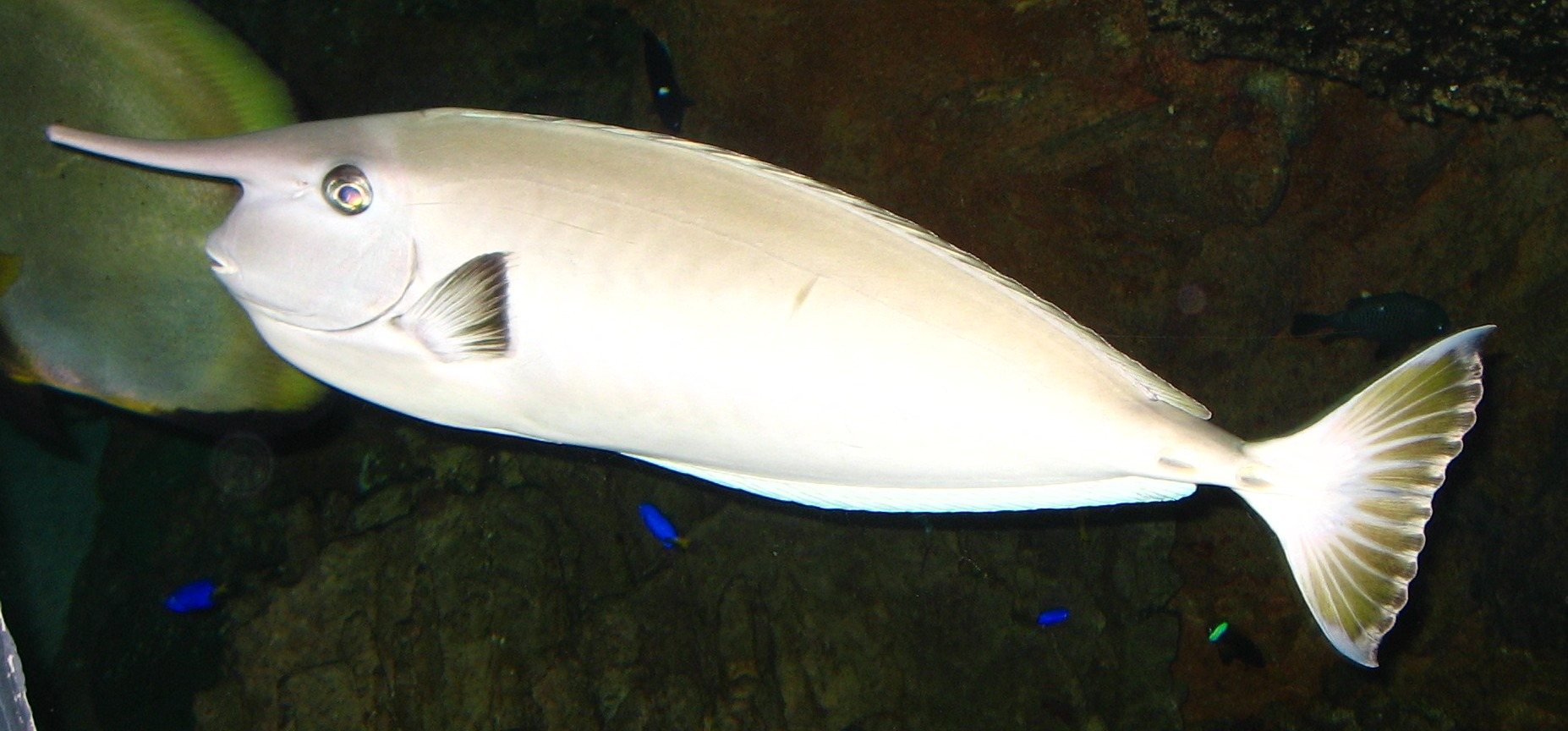
Naso brevirostris

Il loro nome è dovuto alla presenza di una protuberanza tra fronte e bocca che in alcune specie (Naso annullatus) appare come un vero e proprio corno lungo una decina di centimetri.
Diversamente dalle altre specie della famiglia Acanthuridae presentano un corpo allungato, non molto alto, ma ugualmente compresso ai fianchi. 
La livrea varia da specie a specie, anche se tende ad avere colori uniformi, tendendo al blu, al grigio e al verde.

### Arma di difesa

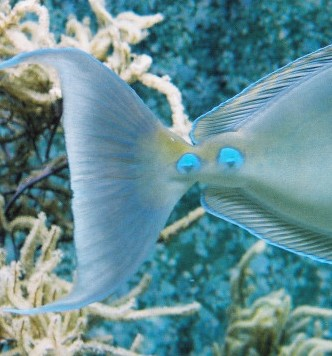
Il bisturi di Naso unicornis

Come tutte le specie della famiglia Acanthuridae, anche le specie del genere Naso presentano uno stiletto osseo retrattile sul peduncolo caudale, estremamente affilato (come un bisturi) ed utilizzato come strumento di estrema difesa: queste lame a mezzaluna vengono infatti erette soprattutto a scopo dimostrativo. Per esaltarne l'importanza molte specie presentano vistose colorazioni aposematiche nel peduncolo caudale (o addirittura direttamente il bisturi colorato).

## Acquariofilia
Molte specie sono ospiti di acquari pubblici poiché, viste le dimensioni (tra i 50 e gli 80 cm) difficilmente potrebbe essere allevato da un privato nel suo acquario domestico.

## Specie
- Naso annulatus
- Naso brachycentron
- Naso brevirostris
- Naso caeruleacauda
- Naso caesius
- Naso elegans
- Naso fageni
- Naso hexacanthus
- Naso lituratus
- Naso lopezi
- Naso maculatus
- Naso mcdadei
- Naso minor
- Naso reticulatus
- Naso thynnoides
- Naso tonganus
- Naso tuberosus
- Naso unicornis
- Naso vlamingii